# Heraclius van Luik
Heraclius van Luik (gestorven 28 oktober 971) was bisschop van Luik van 959 tot 971. 
Heraclius was een student van Rather, die van 953-955 (of 954-956) bisschop van Luik was geweest, maar als gevolg van conflicten met de graven van Henegouwen al snel tot aftreden was gedwongen. Hij was een van de adviseurs van keizer Otto de Grote en diens broer, de aartsbisschop van Keulen Bruno de Grote.
Hij was decaan van het Cassius-sticht in Bonn toen hij in 959 door de Keulse aartsbisschop Bruno de Grote, die in 957 de Henegouwse graaf Reinier III van Henegouwen had afgezet, tot bisschop in Luik benoemd.
Tijdens zijn ambtstermijn ligt de oorsprong van de kapittelkerken Sint Paulus en Sint Martinus in Luik. Net zoals zijn beschermheer Bruno zette Heraclius zich in voor de vernieuwing van de scholen. 
Hij werd door de bevolking gehaat en kreeg meerdere keren te kampen met opstanden. In de jaren 968-969 vergezelde hij keizer Otto I op dien tocht naar Calabrië. 
Hij werd in 972 opgevolgd door Notger.
- Gemeinsame Normdatei: 104348623
- Virtual International Authority File: 34889577
- WorldCat: E39PBJxRDHhp9Jr8Tjx8fXPCwC